# Gare d’Ascq
Gare d’Ascq vasútállomás Franciaországban, Villeneuve-d’Ascq településen.

## Vasútvonalak
Az állomást az alábbi vasútvonalak érintik:
- Fives-Baisieux-vasútvonal
- Belgian railway line 94
- Somain-Halluin-vasútvonal

## Kapcsolódó állomások
A vasútállomáshoz az alábbi állomások vannak a legközelebb:
- Gare de Baisieux
- Gare de Tressin
- Gare d’Annappes